# Chas. T. Main
La Chas. T. Main Inc. fu una società statunitense fondata nel 1893 e specializzata nella produzione di energia, principalmente energia idroelettrica. Nel 1985, la società è stata acquistata dalla Parsons Corporation.

## Storia
Fu fondata nel 1893 da Charles T. Main, un ingegnere del New England specializzato in mulini tessili. Oltre all'allora tradizionale business di energia a vapore, l'operato venne presto ampliato nel nuovo campo dell'ingegneria delle risorse idriche e dei generatori idroelettrici. Nel 1949 iniziò una collaborazione con la Commissione per l'Energia Atomica degli Stati Uniti, lavorando su progetti relativi a reattori al plutonio. Negli anni la società divenne un player mondiale nel settore delle opere pubbliche, fornendo numerosi servizi di ingegneria ad ampio raggio (con la costruzione, ad esempio, della centrale idroelettrica presso la Diga di Sarıyar in Turchia, negli anni 1950).
A metà degli anni 1980 una cattiva gestione portò la Main al fallimento, e nel 1985 fu acquistata dalla Parsons Corporation di Pasadena, in California, che ha cambiato il suo nome in Parsons Main, Inc. nel gennaio 1992.

### Le rivelazioni di John Perkins
L'azienda forniva servizi economici e di consulenza in giro per il mondo, tra cui studi di previsione, impatto, assegnazione e fattibilità, dietro i quali tuttavia si nascondevano spesso meccanismi di frode ai danni delle principali industrie di alcuni paesi.
Un contributo importante per la scoperta di questi meccanismi fu offerto dall'economista John Perkins, ex dipendente della Chas. T. Main Inc. e autore nel 2004 del libro Confessioni di un sicario dell'economia, in cui ha raccontato in prima persona la propria esperienza di sicario per conto delle lobby degli Stati Uniti, e svelando alcuni dei meccanismi alla base del debito e del conseguente neocolonialismo nel terzo mondo.